# Alfred Charles Hobbs
Alfred Charles Hobbs (* 7. Oktober 1812 in Boston; † 6. November 1891 in Bridgeport, Connecticut) war ein berühmter amerikanischer Nachschließer und der erste, der es schaffte, ein Bramahschloss (1851 bei der Great Exhibition in London, 67 Jahre nach der Erfindung des Schlosses) zu öffnen. Zudem erfand er unter anderem das Hobbs’sche Öffnungsverfahren.

## Leben
A.C. Hobbs kam 1851 als Verkäufer von Day & Newell aus New York City nach England. Er hatte bereits ein gutes Repertoire im Nachschließen und benutzte dies oft als Verkaufstechnik. Es gelang ihm, die zwei berühmtesten und sichersten Schlösser der Zeit zu öffnen: das Bramahschloss und das Chubb-Detector-Schloss. Mit dem für die Öffnung des Bramahschlosses ausgelobten Preisgeld von 200 Guineen und dem erlangten Ruhm gründete er in der Cheapside in der City of London unter dem Namen Hobbs and Co. eine Schlossfirma. In dieser Zeit erfand er auch das Protectorschloss.
Um 1862 verließ Hobbs England und kehrte nach Amerika zurück. Seine Unternehmen verkaufte er an Thomas Hart, der es in Hobbs Hart and Co Ltd. umbenannte. 1954 wurde es von Chubb Safes aufgekauft.

## Werke
- The Construction of Locks, Saifer, West Orange, N.J. um 1980 (Repr. d. Ausg. London 1868)